# Алтерглобализам
Алтерглобализам или алтерглобализација (такође алтернативни глобализам или алтернативна глобализација) је назив друштвеног покрета чији заговорници подржавају глобалну сарадњу и интеракцију, али се противе ономе што означавају негативним ефектима економске неолибералне глобализације, сматрајући да често она ради на штету, или да неадекватно промовише људске вредности као што су заштита животне средине и климе, економска правда, заштита радних права, поштовање културне разноликости, мир и људска права и слободе.
Име је вероватно изведено из популарног слогана покрета „Другачији свет је могућ”, који је произашао из Светског социјалног форума. Алтерглобалистички покрет је покрет сарадње, осмишљен да „протестује против правца и уочених негативних економских, политичких, социјалних, културних и еколошких последица неолибералне глобализације”. Многи алтерглобалисти настоје избећи „нарушавање локалних економија и катастрофалне хуманитарне последице”.
Већина чланова овог покрета избегава ознаку антиглобализам (антиглобализација) као пежоративну и нетачну, јер активно подржавају људску активност на глобалном нивоу и не противе се економској глобализацији као таквој.
Уместо тога, они виде свој покрет као алтернативу ономе што називају економском неолибералном глобализацијом у којој се међународне институције (Светска трговинска организација, Светска банка, Међународни монетарни фонд и слично) и велике корпорације усмеравају обогаћивању развијеног света, посвећујући малу или никакву пажњу на оно што критичари означавају штетним ефектима њихових поступака на људе и животну средину мање развијених земаља, земаља чије су владе често преслабе или превише корумпиране да би се одупрле или регулисале те штетне ефекте.

## Порекло појма
Појам алтерглобализам (алтерглобализација) је скован на основу оптужби за национализам од стране заговорника економске неолибералне глобализације, тако да означава да алтерглобализам подржава универзалне људске вредности, али се противи Вашингтонском консензусу и сличним економским неолибералним политикама. Алтерглобализам према томе представља активизам за другачију или алтернативну глобализацију.
Првобитно развијен на француском као алтермондијализам, он дефинише став покрета који се супротставља економској неолибералној глобализацији, али који подржава глобализацију која поштује људска права и слободе, животну средину, економску правду и културну разноликост.
Термин „алтерглобализам” је настао због употребе термина „антиглобализам”, који су новинари и остали користили за описивање покрета. Након настанка појма алтерглобализма многи новинари су од тада престали да користе термин „антиглобализам” у корист „алтерглобализма”. Алтерглобализам треба да разликује присталице алтерглобализације од различитих присталица антиглобализма и антиглобализације, који су против било које врсте глобализације, односно углавном десних националиста, десних протекциониста и тако даље.

## Активности
Активисти алтерглобализације боре се за бољи третман неразвијених и земаља у развоју и њихових економија, радна права, праведну трговину и једнака људска права. Они се противе експлоатацији рада и загађењу локалних животних средина.
Аспекти покрета укључују:
- Покушаји алтерглобалистичког покрета за реформу политика и процеса Светске трговинске организације укључују алтернативне принципе јавне одговорности, права људи и заштите животне средине.[6]

- Раднички покрети и синдикалне иницијативе почели су да реагују на економску и политичку глобализацију ширењем међусобне сарадње и иницијатива на транснационални ниво.[7]

- Иницијативе праведне трговине, корпоративни кодекси понашања и социјалне клаузуле, као и развој локалних тржишта.[8]

- Активисти алтернативне глобализације промовишу моделе алтернативног управљања водама кроз црвено-зелене савезе између организованог радништва, еколошких група, женских група и староседелачких група (као одговор на повећање приватизације глобалног водоснабдевања).[9]

- Покрет алтерглобализације сматра да пут ка друштвеним променама може да буде кроз давање предности вредностима базне и партиципативне демократије, дружељубивости и одрживости у свакодневним праксама, личном и локалном животу. Многи урбани активисти у корист тога наводе начин на који се, на пример, запатисти у Мексику и други латиноамерички староседелачки покрети фокусирају на развој локалне аутономије заједница путем аутономне партиципативне демократије, аутономних образовних система и побољшања квалитета живота, те кроз дружељубиве аспекте локалних иницијатива што све представља обећање о малим, али стварним алтернативама корпоративној глобализацији и масовној потрошњи.[10]

### Групе и конференције
Заговорници алтерглобализације успоставили су дигиталну глобалну информативну мрежу, Независни медијски центар, како би извештавали о развоју догађаја у покрету.
Највећи форум за алтерглобалистичку активност је годишњи Светски социјални форум. Светски социјални форум је замишљен као демократски простор организован у смислу вредности покрета.